# 491984 Brunapontes
491984 Brunapontes este o planetă minoră (asteroid) din centura de asteroizi. A fost descoperită pe 24 noiembrie 2011 la Haleakalā Observatory⁠(d) de Pan-STARRS1⁠(d). 
Obiectul prezintă o orbită caracterizată de o semiaxă mare de 3,1085816279945 UAi, o excentricitate de 0,081290977205282, o înclinație de 9,1268377449841 ° în raport cu ecliptica.